# René Steurbaut
René Steurbaut, né le 26 juin 1928, à Gand, en Belgique et mort le 6 janvier 2019 à Ostende, est un ancien joueur belge de basket-ball.